# 魏锡曾
魏锡曾（？—？），浙江人，是一名清朝政治人物。贡生出身。
魏锡曾曾于1702年接替王文焕任嘉定县知县一职，1703年由王枟接任。